# Adéla Brunšvická
Adéla Brunšvická (německy Adelheid von Braunschweig, řecky Αδελαΐς (Ειρήνη) Γουέλφων του Μπρούνσβιγκ, 1293? – 16./17. srpna 1324) byla německá šlechtična z dynastie Welfů a jako manželka byzantského císaře Andronika III. a jako byzantská císařovna přijala jméno Irena.

## Život
Narodila se jako jedna z řady dcer brunšvického vévody Jindřicha I. a Anežky, dcery míšeňského markraběte Albrechta II.
Roku 1318 byla provdána za byzantského císaře Andronika III. a přijala jméno Irena. Pohledného milovníka rozkoší všeho druhu svatba poněkud zklidnila, po náhlé smrti jediného potomka se však opět vrátil ke starému způsobu života.
Roku 1320 se podílel na smrti bratra Manuela, což ukrátilo život jeho otce a rozlítilo jeho dědečka a spolucísaře Andronika II. Následovala občanská válka, během níž Adéla zemřela a byla pohřbena v konstantinopolském klášteře Lips.